# Michael Misick
Michael Eugene Misick (Bottle Creek, Caicos del Norte, Islas Turcas y Caicos, 2 de febrero de 1966) fue el Premier de las Islas Turcas y Caicos desde el 15 de agosto de 2003 hasta el 23 de marzo de 2009. Hasta 2006 su puesto se denominaba Ministro Jefe, pero la nueva constitución de ese año lo cambió por Premier. Es miembro del liberal Partido Nacional Progresista (PNP) y llegó al puesto de jefe de gobierno cuando su partido, después de ocho años de oposición, ganó dos escaños en una repetición de las elecciones, que primeramente había ganado el Movimiento Democrático Popular. Además del cargo de Premier, ha ocupado diversos ministerios, como Aviación Civil o Turismo.
Otros miembros de su familia son, o han sido, destacados políticos del PNP. Washington Misick, su hermano, fue un antiguo Ministro Jefe y líder del partido y Amanda Misick es diputada en el Consejo Legislativo.

## Carrera política
Comenzó su carrera siendo elegido diputado en 1991, siendo Ministro de Turismo, Transportes y Comunicaciones. Fue reelegio en el Consejo Legilastivo en 1995, aunque entonces su partido perdió las elecciones. En marzo de 2002 se convirtió en el líder del entonces opositor PNP y en las elecciones de 2003, pese a perder inicialmente, consiguió la mayoría por la repetición de las elecciones en dos circunscripciones. En las siguientes elecciones, su partido consiguió 13 de 15 diputados, la mayor victoria de toda la democracia en las Islas Turcas y Caicos.
Dimitió de su cargo en marzo de 2009 después de que una investigación destapara signos claros de corrupción en las Islas.